# Championnats d'Écosse de tennis de table
Les Championnats d'Écosse de tennis de table (Scottish National Championships) sont une compétition organisée par la Fédération écossaise de tennis de table (Table Tennis Scotland) depuis 1923 pour les joueurs de tennis de table écossais, dont les vainqueurs remportent le titre de champion d'Ecosse.
Le championnat par équipes - The Scottish National League - s'est disputé entre 1980 et 1997 puis a lieu en continu depuis 2010.

## Histoire
Les championnats individuels ont lieu chaque année depuis 1946. Gavin Rumgay détient le record de victoires chez messieurs (18).

## Palmarès
| Année   | Simple messieurs  | Simple dames         | Double messieurs                 | Double dames                      | Double mixte                       |
| ------- | ----------------- | -------------------- | -------------------------------- | --------------------------------- | ---------------------------------- |
| 2025    | Gavin Rumgay (18) | Faye Leggett         | Martin Johnson & Danny Bajwa     | Faye Leggett & Holly McNamara     | Danny Bajwa & Paula Callaghan      |
| 2024    | Gavin Rumgay (17) | Faye Leggett         | Calum Morrison / Colin Dalgleish | Rebecca Plaistow Lara Stirling    | Danny Bajwa Lucy Elliott           |
| 2023,   | Calum Morrison    | Faye Leggett         | Colin Dalgleish / Calum Morrison | Lara Stirling & Rebecca Plaistow  | Danny Bajwa & Paula Callaghan      |
| 2022    | Gavin Rumgay (16) | Faye Leggett         | Chris Main & Sean Doherty        | Rebecca Plaistow & Lucy Elliott   | Colin Dalgleish & Rebecca Plaistow |
| 2021    | Gavin Rumgay (15) | Rebecca Plaistow (5) | Martin Johnson & Danny Bajwa     | Rebecca Plaistow & Lucy Elliott   | Colin Dalgleish & Rebecca Plaistow |
| 2020    | Colin Dalgleish   | Rebecca Plaistow (4) | Martin Johnson & Danny Bajwa     | Rebecca Plaistow and Lucy Elliott | Rebecca Plaistow/Colin Dalgleish   |
| 2019    | Gavin Rumgay (14) | Rebecca Plaistow (3) | Yaser Razouk & Keir Morton       | Rebecca Plaistow & Lara Stirling  | Colin Dalgleish & Rebecca Plaistow |
| 2018    | Gavin Rumgay (13) | Rebecca Plaistow (2) | Craig Howieson & Colin Dalgleish | Rebecca Plaistow & Lucy Elliott   | Colin Dalgleish & Rebecca Plaistow |
| 2017    | Gavin Rumgay (12) | Lynda Flaws          | Calum Main & Sean Doherty        | Rebecca Plaistow & Lynda Flaws    | Colin Dalgleish & Rebecca Plaistow |
| 2016    | Gavin Rumgay (11) | Rebecca Plaistow     | S Barton & Colin Dalglish        | Lynda FLAWS Corinna WHITAKER      |                                    |
| 2015    | Gavin Rumgay (10) | Gillian EDWARDS      | Gavin Rumgay Craig Howieson      |                                   |                                    |
| 2014    | Gavin Rumgay (9)  | Gillian EDWARDS      | Gavin Rumgay Craig Howieson      | Lynda FLAWS Corinna WHITAKER      | Yaser RAZOUK Lynda FLAWS           |
| 2013    | Gavin Rumgay (8)  | Lynda Flaws          | S Crawford C Howieson            |                                   |                                    |
| 2012    | Gavin Rumgay (7)  | Lynda Flaws          | S Crawford C Howieson            | Gillian EDWARDS and Roxanna MILNE |                                    |
| 2011    | Craig Howieson    | Natasha Milliken     | S Crawford C Howieson            |                                   |                                    |
| 2010    | Gavin Rumgay (6)  | Rebecca Russell      | S Crawford C Howieson            | C Whitaker N Milliken             | G Rumgay R Russell                 |
| 2009    | Gavin Rumgay (5)  | Corinna Whitaker     | S Crawford C Howieson            | G EDWARDS E FORBES                | G Rumgay R Russell                 |
| 2007/08 | Gavin Rumgay (4)  | Natasha Milliken     | S Crawford C Howieson            | C Whitaker N Milliken             | G Rumgay R Russell                 |
| 2006/07 | Gavin Rumgay (3)  | Rebecca Russell      | S Crawford C Howieson            | G Edwards L Powell                | G Campbell R Russell               |
| 2005/06 | Euan Walker (12)  | Jenny Galloway       | G Rumgay N Cameron               | J Galloway K Eggar                | C Howieson K Eggar                 |
| 2004/05 | Gavin Rumgay (2)  | Rebecca Russell      | S Crawford C Gascoyne            | G Edwards N Gallan                | S Johnston J Galloway              |
| 2003/04 | Euan Walker (11)  | Nicola Bentley       | G Rumgay N Cameron               | K Eggar / L Rumgay                | L Wilson / S Matthew               |
| 2002/03 | Gavin Rumgay      | Nicola Bentley       | G Rumgay / N Cameron             | K Eggar / L Rumgay                | L Wilson / S Matthew               |
| 2001/02 | Euan Walker (10)  | Gillian Edwards      | G Rumgay N Cameron               | C Bentley N Bentley               | S Crawford N Bentley               |
| 2000/01 | Euan Walker (9)   | Claire Bentley       | P Lugton S Crawford              | C Bentley / N Bentley             | N Cameron / C Bentley              |
| 1999/00 | Euan Walker (8)   | Erica Gyeresi        | P Lugton / S Crawford            | K Knowles L Powell                | A Kezr / E Gyeresi                 |
| 1998/99 | Euan Walker (7)   | Laura Knowles        | E Walker B Walker                | L Knowles C Bentley               | S Crawford N Bentley               |
| 1997/98 | Euan Walker (6)   | Sarah Hurry          | E Walker I Stokes                | C Bentley S Hurry                 | P Lugton S Hurry                   |
| 1996/97 | Euan Walker (5)   | Sarah Hurry          | J Broe / S Gilbert               | S Hurry E Robb                    | E Walker S Hurry                   |
| 1995/96 | Euan Walker (4)   | Sarah Hurray         | I Stokes E Walker                | S Hurry E Robb                    | E Walker C Symons                  |
| 1994/95 | Euan Walker (3)   | Elizabeth Robb       | B Wright / G Campbell            | S Hurry / E Robb                  | C Robertson / J Lawrence           |
| 1993/94 | Ian Stokes        | Sarah Hurry          | J Broe / S Gilbert               | D Walker / E Robb                 | B Wright S Hurry                   |
| 1992/93 | Euan Walker (2)   | Sarah Hurry          | E Walker I Stokes                | S Hurry E Robb                    | I Stokes J Smith                   |
| 1991/92 | Euan Walker       | Janet Smith          | J Broe / S Gilbert               | L Hood S Hurry                    | B Wright S Hurry                   |
| 1990/91 | John Broe         | Janet Smith          | J Broe / S Gilbert               | L Hood S Hurry                    | B Wright S Hurry                   |
| 1989/90 | David Hannah      | Janet Smith          | D Hannah J Broe                  | J Smith / D Walker                | E Walker J Smith                   |
| 1988/89 | David Hannah      | Sarah Hurry          | D Mcilroy I Mclean               | S Hurry L Hood                    | J Broe J Smith                     |
| 1987/88 | David Hannah      | Carole Dalrymple     | D Hannah J Broe                  | C Dalrymple E Robb                | B Wright S Hurry                   |
| 1986/87 | David Hannah      | Carole Dalrymple     | D Hannah J Broe                  | C Dalrymple E Robb                | G Campbell C Dalrymple             |
| 1985/86 | David Hannah      | Carole Dalrymple     | D Mcilroy B Wright               | C Dalrymple J Smith               | B Wright S Hurry                   |
| 1984/85 | David Hannah      | Carole Dalrymple     | R Yule J Broe                    | C Dalrymple L Johnston            | G Campbell C Dalrymple             |
| 1983/84 | David Hannah      | Carole Dalrymple     | D Mcilroy / D Campbell           | C Dalrymple / V Thomson           | D Campbell / S Tomkins             |
| 1982/83 | David Hannah      | Carole Dalrymple     | D Mcilroy D Campbell             | C Dalrymple E Forbes              | D Hannah / C Dalrymple             |
| 1981/82 | David Hannah      | Carole Dalrymple     | D Hannah A Majid                 | C Dalrymple E Forbes              | R Yule / C Dalrymple               |
| 1980/81 | David Hannah      | Carole Dalrymple     | R Yule J Broe                    | C Dalrymple P Fleming             | R Nixon / C Dalrymple              |
| 1979/80 | Richard Yule      | Carole Dalrymple     | R Yule / J Broe                  | C Dalrymple / P Fleming           | R Yule / C Dalrymple               |
| 1978/79 | Richard Yule      | Patrice Fleming      | D Mcilroy K Rodger               | C Dalrymple / M Cuthbertson       | R Yule / C Dalrymple               |
| 1977/78 | Richard Yule      | Grace Mckay          | R Yule J Moir                    | P Fleming G Mckay                 | R Yule / P Fleming                 |
| 1976/77 | Richard Yule      | Grace Mckay          | R Yule J Mcnee                   | P Fleming G Mckay                 | R Yule / P Fleming                 |
| 1975/76 | Richard Yule      | Elaine Smith         | R Yule J Mcnee                   | G Mckay E Craig                   | R Yule E Smith                     |
| 1974/75 | Richard Yule      | Elaine Smith         | R Yule J Mcnee                   | P Fleming E Smith                 | R Yule E Smith                     |
| 1973/74 | David Fraser      | Kathleen Angus       | P Forker R Yule                  | G Mckay / P Fleming               | E Bruce L Barrie                   |
| 1972/73 | Robert Kerr       | Patrice Fleming      | R Kerr / R Bhalla                | M Neish / G Mckay                 | R Kerr / G Mckay                   |
| 1971/72 | Richard Yule      | Mabel Neish          | R Yule R Kerr                    |                                   | R Bhalla P Fleming                 |
| 1970/71 | Richard Yule      | Elaine Smith         | P Forker / E Sutherland          | O Hawkins L Montague              | R Kerr / H Hamilton                |
| 1969/70 | Malcolm Sugden    | Lesley Barrie        | J Hawkins I Hay                  | K Angus E Smith                   | M Sugden L Barrie                  |
| 1968/69 | Malcolm Sugden    | Kathleen Angus       | M Sugden / B Kean                | O Hawkins / K Angus               | J Dow / O Hawkins                  |
| 1967/68 | Malcolm Sugden    | Lesley Barrie        | I Barclay D Hogg                 |                                   | I Barclay / B Johnstone            |
| 1966/67 | Brian Kean        | Lesley Barrie        | M Sugden B Kean                  | L Barrie / M Murray               | P Cameron L Barrie                 |
| 1965/66 | Malcolm Sugden    | Lesley Barrie        | R Kerr T Mcmichael               | L Barrie D Donaldson              | P Cameron / L Barrie               |
| 1964/65 | Robert Kerr       | Olive Hawkins        | R Kerr / T Mcmichael             | L Barrie / D Donaldson            | J Hawkins / D Robertson            |
| 1963/64 | Malcolm Sugden    | Lesley Barrie        | M Sugden J Dow                   | O Hawkins / D Roberson            | J Dow / O Hawkins                  |
| 1962/63 | Ian Barclay       | Olive Hawkins        | M Sugden J Dow                   | O Hawkins / D Robertson           | J Dow / O Hawkins                  |
| 1961/62 | Robert Kerr       | Elizabeth Bone       | I Barclay / A Laidlaw            | E Bone / M Terras                 | R Kerr / P Kerr                    |
| 1960/61 | Ian Barclay       | Helen Elliot         | T Mcmichael T Gilmour            | H Elliot M Julins                 | I Barclay H Elliot                 |
| 1959/60 | THOMAS Mcmichael  | Helen Houliston      | T Mcmichael T GILMOUR            | H HOULISTON A LINDSAY             | G FRASER / H HOULISTON             |
| 1958/59 | Robert Kerr       | Helen Houliston      | R Kerr / I Barclay               | H Houliston A Lindsay             | I Barclay A Johnson                |
| 1957/58 | Robert Kerr       | Helen Elliot         | R Kerr / I Barclay               | H Elliot / H Houliston            | R Kerr / H Elliot                  |
| 1956/57 | THOMAS Mcmichael  | HELEN ELLIOT         | T Mcmichael T GILMOUR            | H ELLIOT / H HOULISTON            | R KERR H ELLIOT                    |
| 1955/56 | John Miller       | Helen Elliot         | J Miller / E Teasdale            | H Elliot / H Houliston            |                                    |
| 1954/55 | Alan Metcalfe     | Mina Josephson       | A Laidlaw / V Garland            | I Cababe / M Cruikshanks          | A Laidlaw / C Craigen              |
| 1953/54 | Edward Still      | Helen Elliot         | M Mcmillan R Kerr                | H Elliot / H Houliston            | R Kerr H Elliot                    |
| 1952/53 | John Campbell     | Mina Josephson       | R Forman V Garland               | M Josephson S O’donnell           |                                    |
| 1951/52 | No                | Competition          |                                  |                                   |                                    |
| 1950/51 | Ronald Forman     | Mina Josephson       |                                  |                                   | H Baxter / M Josephson             |
| 1949/50 | Ronald Forman     |                      |                                  |                                   |                                    |
| 1948/49 | Alan Glass        |                      |                                  |                                   |                                    |
| 1947/48 | Robert Burns      |                      |                                  |                                   |                                    |
| 1946/47 | Jack Hillan       |                      |                                  |                                   |                                    |